# Список об'єктів Світової спадщини ЮНЕСКО у Гаїті
В списку об'єктів Світової спадщини ЮНЕСКО у Гаїті налічується 1 найменування (станом на 2011 рік).
| № | Зображення | Назва                                                     | Місцеположення     | Час створення | Час внесення до списку | №                                                  | Критерії |
| - | ---------- | --------------------------------------------------------- | ------------------ | ------------- | ---------------------- | -------------------------------------------------- | -------- |
| 1 |            | Національний історичний парк — Цитадель, Сан-Сусі, Рам'єр | поблизу міста Міло | XIX століття  | 1982                   | 180 [Архівовано 24 грудня 2018 у Wayback Machine.] | iv, vi   |